# Саморано, Антонио
Антонио Рауль Саморано Эррера (исп. Antonio Raúl Zamorano Herrera), также известный под прозвищем «Священник Катапилко» (исп. El cura de Catapilco, 30 сентября 1908 года, Ла-Лигуа, Чили — 13 сентября 1995 года, Сантьяго, Чили) — чилийский католический священник и политический деятель. Депутат Палаты депутатов Республики Чили (1957—1961). 
Кандидат в Президенты Чили на президентских выборах 1958 года, на которых выступил в качестве спойлера с целью недопущения победы Сальвадора Альенде (в большей степени) или Эдуардо Фрея. После военного переворота 1973 года — активный сторонник хунты генерала Пиночета и один из её пропагандистов, участвовал в провластных кампаниях «ДА» перед референдумами 1980 и 1988 годов.

## Биография
Антонио Саморано родился 30 сентября 1908 года в семье предпринимателя Бенансио Саморано Кастро. С детства рос под сильным влиянием католицизма, учился в школе при патронате святого Антония в Сантьяго, откуда поступил в францисканцскую семинарию в Ла-Гранхе. В 1932 году рукоположен в священнослужители и прошёл курсы в Католическом университетете Чили.
5 лет работал преподавателем философии, греческого языка, латыни, еврейского языка, алгебры и тригонометрии в семинарии в Ла-Гранхе, после чего переведён в Икике, где до 1940 года был профессором местной духовной семинарии и секретарём епископа Карлоса Лаббе Маркоса.
В 1940—1956 годах занимал кафедру приходского священника небольшого города Катапилко (провинция Вальпараисо). Получил известность своей подвижнической и просветительской деятельностью, открыл приходскую школу (в которой лично вёл занятия), привёл в порядок церковное кладбище, внёс серьёзный вклад в развитие города и пользовался большой популярностью местных жителей, давших ему прозвище «священник Катапилко».
В 1956 году сложил с себя сан и начал политическую карьеру.

## В чилийской политике
Будучи настоятелем небольшого прихода в нищем провинциальном городке, Саморано был вынужден часто помогать своим прихожанам в решении их социальных проблем, что пробудило у него интерес к политике. Придерживался христианско-демократических и резко антикоммунистических позиций. В апреле 1952 года был избран членом муниципального совета Сапальяра. После сложения сана решил баллотироваться в Палату депутатов в качестве независимого кандидата на парламентских выборах 1957 года от городов Вальпараисо и Кильота. Благодаря своей популярности в провинции Вальпараисо, одержал уверенную победу.

### Президентские выборы 1958 года
В 1958 году в Чили должны были состояться очередные президентские выборы. Действующий глава государства Карлос Ибаньес дель Кампо, согласно Конституции 1925 года и в силу своего преклонного возраста («Муссолини Нового Света» исполнился 81 год), не мог переизбраться. Ибаньистский режим не выполнил ни одного своего обещания из данных на прошлых президентских выборах, что привело к значительному росту влияния двух крупных оппозиционных сил — Христианско-демократической партии (ХДП) и левоцентристской коалиции «Фронт народного действия (FRAP)» (союза Социалистической, Народно-социалистической и находившейся в подполье после принятия т.н. «Закона о защите демократии» Коммунистической партий). В апреле 1958 года FRAP, ХДП и получившая по итогам выборов 1957 года условное большинство Радикальная партия договорились об единстве действий и образовали Блок демократического оздоровления, главной целью которого стала реформа избирательной системы страны, чистка госаппарата и отмена «Закона о защите демократии».
Правящие круги Чили, поддерживающие Ибаньеса, выдвинули кандидатом в президенты Хорхе Алессандри, сына «Льва из Тарапаки» Артуро Алессандри. За спиной у Алессандри-младшего было неудачное членство в правительстве автора «Закона о защите демократии» Габриэля Виделы (он занимал пост министра финансов, проводил жёсткую политику сокращения социальных расходов и был вынужден уйти в отставку под давлением массовых забастовок) и популярность его отца, особенно среди женской части электората.
FRAP выдвинул кандидатуру сенатора Сальвадора Альенде, члена Социалистической партии и бывшего министра здравоохранения в правительстве Народного фронта. Он уже баллотировался на предыдущих выборах, заняв 4-е место, однако пользовался значительно большей популярностью, чем Алессандри. FRAP пытался договориться с ХДП о поддержке кандидатуры Альенде (что точно гарантировало бы тому победу), но христианские демократы, не веря в его успех, отказались и выдвинули кандидатуру своего лидера Эдуардо Фрея.
Радикальная партия, растерявшая значительную часть своего электората в годы президентства Виделы, также выдвинула своего кандидата — Луиса Боссая, который не мог составить конкуренцию Алессандри, Альенде и Фрею, но мог оттянуть у них голоса и тем самым не дать получить большинства в 50%, после чего радикалы, имевшие в Конгрессе крупнейшую фракцию, рассчитывали стать арбитром и тем самым получить влияние на нового президента (согласно Конституции 1925 года, если ни один из кандидатов не получил большинства в 50% — право его избрания из двух кандидатов, получивших большинство голосов, переходило к Национальному Конгрессу. В годы т.н. «Эры радикалов» возникла традиция, что Конгресс поддерживает того кандидата, который получил относительное большинство голосов — таким образом, в частности, был избран Видела). Таким образом, ни один кандидат явно не мог одержать абсолютную победу — у Алессандри не хватало для этого электоральной поддержи (бывший ибаньистский электорат раскололся между ним и Фреем), у Альенде (в силу недостаточного представительства FRAP в Конгрессе, имевшего только 3 сенатора и 21 депутата) — партийной, Фрей мог опираться только на традиционный электорат ХДП и часть ибаньистов, что в совокупности всё равно уступало поддержке его конкурентов, а Боссай был скован сильно испорченной репутацией своей партии.
В этой ситуации свою кандидатуру, за несколько дней до окончания регистрации, внезапно выдвинул Саморано при поддержке созданной его сторонниками партии «Национальный рабочий союз». Его избирательная кампания отличалась явным популизмом — так, бывший священник обещал «превратить каждого бедняка в богача» и «отменить налоги», при этом делая большой упор на то, что он не пользуется поддержкой основных чилийских партий и придерживается в целом левых взглядов. Чилийские СМИ (преимущественно, принадлежавшие аффилированными с Алессандри банковским группам) активно распространяли информацию о нём (в частности, про любовные похождения Саморано), что вызвало обвинения в спойлерстве экс-священника в пользу Алессандри (что сам кандидат от правых отрицал).
По итогам голосования, Алессандри получил условное большинство в 31,56 % (389 909 голосов), обойдя занявшего второе место с 28,85 % Альенде (356 493 голоса) на 33 416 голосов избирателей. Саморано получил 41 304 голосов (3,34 %). По мнению историков Иосифа Лаврецкого (Григулевича) и Николая Платошкина, это оказало решающее влияние на исход выборов в пользу Алессандри, так как в случае отсутствия кандидатуры Саморано эти голоса достались бы Альенде, что позволило бы ему с небольшим перевесом обойти Алессандри и, получив в Конгрессе голоса FRAP, ХДП и радикалов, стать президентом. Однако согласно вышедшему в 2018 году исследованию чилийских социологов, Саморано показал свои наилучшие результаты в провинциях, где позиции левых были слабее, чем позиции правых, поэтому, с большей вероятностью, эти голоса не достались бы Альенде, а распределились между Алессандри, Фреем и Боссаем.
| \| \| \| | 31,8 % |
|          |        |

|  |  |

| \| \| \| | 31,2 % |
|          |        |

|  |  |

Больше всего голосов Саморано получил в провинциях Вальпараисо (5 727), Сантьяго (11 194), О'Хиггинс (2 175), Талка (7 206) и Линарес (4 156).
Голосование в Национальном Конгрессе привело к победе Алессандри, которого поддержало 147 депутатов от Объединённой Консервативной партии, Либеральной партии, партии «Comandos Populares», а также ибаньистского «Альянса народных партий и сил», к которым, в силу традиции, присоединились ХДП и Радикальная партия.
После выборов, термин «Эффект Катапилко» (по прозвищу Саморано) вошёл в чилийский политический лексикон — у левых в качестве эквивалента выражения «пятая колонна», у правых — как «преодоление вторым большинством результатов первого благодаря кандидату, отнимающему у того голоса».

### Сторонник диктатуры Пиночета
После выборов 1958 года Саморано пропал из политической жизни Чили до военного переворота 1973 года, когда всё же избравшийся в 1970 году Сальвадор Альенде был свергнут военной хунтой под руководством генерала Аугусто Пиночета. «Священник Катапилко» приветствовал военную диктатуру и участвовал в работе её пропагандистского аппарата, выпуская антикоммунистические брошюры и статьи, особенное внимание уделяя критике теологии освобождения. Вёл собственную колонку в газете «La Tercera». Издал сборник «Дьявол, продающий кресты» (исп. «El diablo vendiendo cruces») о связях между Церковью, сторонниками теологии освобождения и чилийскими ультралевыми.
Во время референдума 1980 года о принятии новой Конституции принимал активное участие в провластной кампании «ДА» (в противовес организованной Эдуардо Фреем и широким фронтом чилийской оппозиции довольно слабой из-за активного противодействия хунты контркампании «НЕТ» в виде публичных собраний). Перед референдумом 1988 года о продлении полномочий Пиночета принимал участие в деятельности партии-спойлера «Социалистическая партия Чили», копировавшей атрибутику подлинной СПЧ с целью оттянуть в пользу провластной кампании «ДА» часть голосов.
После поражения Пиночета ушёл из политики.
Скончался в Сантьяго. Похоронен на приходском кладбище в Катапилко.

## Электоральные результаты

### Президентские выборы в Чили (1958)
| \| \| \| | 31,56 % |
|          |         |

|  |  |

| \| \| \| | 28,85 % |
|          |         |

|  |  |

| \| \| \| | 20,70 % |
|          |         |

|  |  |

| \| \| \| | 15,55 % |
|          |         |

|  |  |

| \| \| \| | 3,34 % |
|          |        |

|  |  |